# Kalman Poznański
Kalman Poznański (ur. w 1785 w Kowalu, zm. 29 kwietnia 1856 w Płocku) – polski kupiec pochodzenia żydowskiego, jeden z najbogatszych łódzkich kupców lat 40. XIX w., ojciec Izraela Poznańskiego.

## Życiorys
Kalman Poznański urodził się w Kowalu w 1785 roku, był synem lokalnego kramarza. Około 1825 roku zamieszkał z rodziną, parobkiem i służącą w Aleksandrowie Łódzkim, w domu nr 257 w południowej pierzei Targowego Rynku. Początkowo zajmował się kramarstwem, a następnie produkcją tasiemek oraz farbiarstwem. W 1834 roku przeprowadził się do Łodzi, gdzie zamieszkali przy ul. Podrzecznej 24. Przy Starym Rynku (okolice skrzyżowania z ul. Drewnowską) prowadził sklep z artykułami korzennymi, bawełną i lnem.
W 1840 roku Kalman Poznański oraz kilku innych kupców wybudowało domy na Starym Mieście bez zezwolenia, pomimo tego władze zaaprobowały jego inwestycję. Dom Poznańskiego, dwukondygnacyjna kamienica, była pierwszą w tej części Łodzi. W latach 40. XIX w. jego firma miała 4000 zł rocznego obrotu i była jedną z 5 głównych firm kupieckich w tamtym okresie w Łodzi, obok firm Abrama Mojżesza Prussaka, Dydje Działowskiego, Mojżesza Pilgryma i Dawida Rosenblatta.
Kalman Poznański nauczał handlu swojego syna, Izraela Poznańskiego, na którego przepisał większość swojego majątku, wraz ze sklepem, i który na niego scedował w 1852 roku. Następnie wyjechał do Płocka, gdzie zmarł w 1856 roku. Pochowany został na nieistniejącym współcześnie, Starym Cmentarzu Żydowskim w Łodzi.

### Życie prywatne
Z żoną – Małką z domu Lubińską (1800–1856) miał piętnaścioro dzieci, w tym m.in.:
- Ruchla (1810–1909) – żona Pinkusa Zajberta, kupca, właściciela domu handlowego,
- Bajla (ur. 1814) – żona właściciela składu przędzy, Abrahama Jankiela Horończyka z Aleksandrowa Łódzkiego,
- Mojżesz (ur. 1815) – turecki kupiec,
- Debora (ur. 1821) – żona lekarza dr Samuela Tugendholda,
- Pinkus (1824–1855),
- Sender (1826–1886) – łódzki kupiec, właścicielem tkalni bawełny i lnu przy ul. Wschodniej w Łodzi,
- Izrael (1833–1900) – łódzki fabrykant,
- Gite (1838)
- Aleksander[6].

Kalman Poznański był pierwszym z rodu, który nosił to nazwisko, w okresie jego młodości powszechne było przypisywanie nazwisk Żydom, którzy wcześniej posiadali głównie przydomki lub pseudonimy.